# Correzzola
Correzzòla (Coresoła in veneto) è un comune italiano di 5 207 abitanti della provincia di Padova in Veneto, attraversato dal fiume Bacchiglione.

## Storia

### Simboli
Lo stemma è stato concesso con regio decreto del 19 aprile 1930.
Il gonfalone, in uso dal 1974, è un drappo partito di azzurro e di giallo.

## Monumenti e luoghi d'interesse

### Corte Benedettina

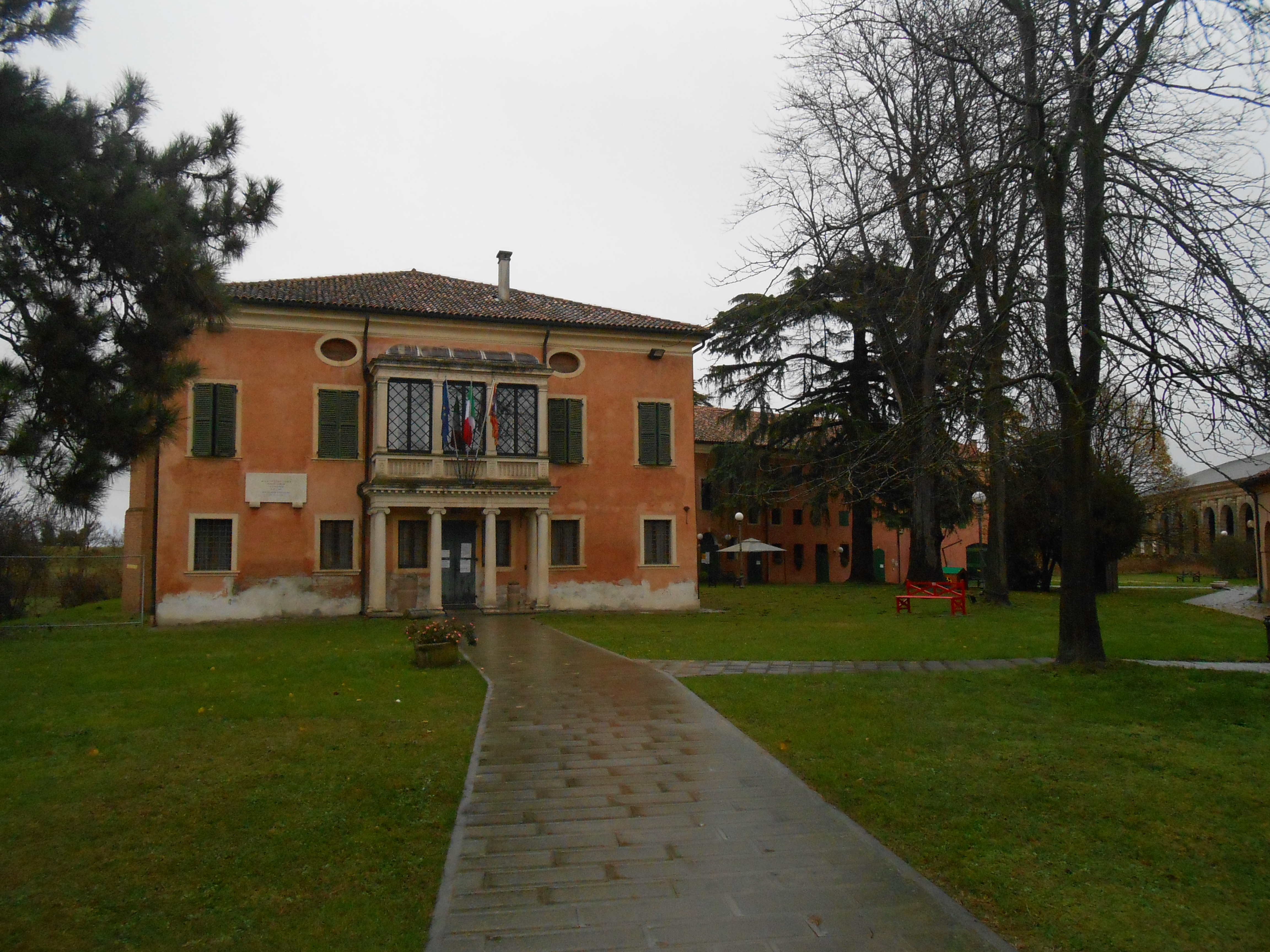
Corte benedettina, municipio, Correzzola

La Corte benedettina di Correzzola venne costruita vicino ad un'ansa del fiume Bacchiglione, importante via d’acqua di trasporto delle merci da Padova a Venezia.

### Chiesa di San Leonardo
L'edificio risale al XIII secolo. Una descrizione della sua antica struttura é data dopo una visita dal vescovo Pietro Barozzi nel 1489. La chiesa parrocchiale di San Leonardo venne ricostruita nel 1516 e consacrata il 21 settembre dell'anno successivo; il campanile è invece più recente, essendo stato edificato ai primi del Novecento.

## Società

### Evoluzione demografica
Abitanti censiti

## Geografia antropica

### Frazioni

#### Civè
- Storia  Esistente già in epoca romana con il nome di Civitas, a cavallo del millennio il territorio viene bonificato ad opera dei monaci benedettini,[11] finché diventa parrocchia nel 1189.  Monumenti storici: l'ex canonica risalente probabilmente al 1600 e il campanile la cui parte inferiore risale al periodo di fondazione della parrocchia intitolata ai Santi Donato e Sigismondo.

- Appuntamenti annuali Festa dea Panocia: (prima, seconda e terza settimana di settembre), sagra del Carmine (16 luglio).
- Mobilità urbana  Civè è collegata tramite il TPL a Chioggia (VE), il servizio è garantito da ACTV, le linee automobilistiche che coprono l'area urbana sono:[12]

| Linea | Percorso                                                                          | Note                                    |
| ----- | --------------------------------------------------------------------------------- | --------------------------------------- |
| 3     | Isola dell'Unione, M. Marina, Brondolo, Cà Pasqua, Ca' Bianca, Civè (e viceversa) | alcune corse sono limitate a Ca' Bianca |

#### Concadalbero
Presente la palestra cattedrale denominata "Tana delle Tigri" dove si allenava la prima squadra di pallavolo di Codevigo nella stagione 2011-2012 del campionato di terza divisione di pallavolo femminile di Padova.
In questa frazione è situato il Palazzetto dello Sport.

#### Villa del Bosco
- Storia  Questo paese esiste sin dall'epoca dei Romani ed il suo nome prende origine da un insediamento costruito ai margini di una foresta che in quel tempo caratterizzava il territorio. Dall'anno 1129, grazie al lavoro di bonifica dei Monaci Benedettini, questa zona è diventata un luogo fertile e produttivo.
- Monumenti  La chiesa dei Santi Nicolò e Rocco venne costruita attorno al XII secolo (e poi ristrutturata). La piazza che la ospita è dedicata ai caduti della battaglia di Vittorio Veneto (Prima guerra mondiale).
- Notizie  È una delle frazioni più popolose del comune di Correzzola. Sono presenti una scuola materna e una elementare, la scuola media si trova invece nel Capoluogo.

#### Brenta d'Abbà
Esistente già nel medioevo, il nome Brenta d’Abbà è documentato per la prima volta nel 1491. La Chiesa Parrocchiale di San Paterniano venne costruita a nuovo sulla base di una vecchia struttura su commissione del vescovo Pietro Barozzi nel 1492. Nuovi lavori iniziarono nel dopo guerra e si conclusero nel 1954.

## Amministrazione
|  | Periodo         | Sindaco              |  |
|  | --------------- | -------------------- |  |
|  | 2019 - in corso | Mauro Fecchio        |  |
|  | 2014 - 2019     | Mauro Fecchio        |  |
|  | 2009 - 2014     | Eric Sturaro         |  |
|  | 2004 - 2009     | Mauro Fecchio        |  |
|  | 1999 - 2004     | Mauro Fecchio        |  |
|  | 1995 - 1999     | Franco Frizzarin     |  |
|  | 1992 - 1995     | Guasti Emilio        |  |
|  | 1990 - 1992     | FRIGO Gian Pietro    |  |
|  | 1985 - 1990     | Ferrarese Alessandro |  |
|  | 1980 - 1985     | Cominato Ottimo      |  |